# فرد بريغز (نجار)
فرد بريغز (بالإنجليزية: Fred Briggs)‏ هو نجار أسترالي، ولد في 3 فبراير 1980 في La Perouse, New South Wales ‏ في أستراليا.